# 大田镇 (平度市)
大田镇是中国山东省青岛市平度市下辖的一个镇。

## 行政区划
大田镇下辖北大田村、梁家村、涧口村、南大田村、后涧村、前涧村、彭家村、金家沟村、青山村、沙窝村、中于家村、东大田村、东赵戈庄村、后林家村、邦子村、巴豆子村、石灰陈家村、华山后村、北河东村、杏庙村、清泉宅科村、富涧村、胥家村、东涧村、东葛家村、西葛家村、北董家村、土门杨家村、满家村、口子村、张戈庄村、河庄口村、郝家村、南董家村、簸箕掌村、纸坊村、兰河村、徐里村、大后寨村、小后寨村、前庄头村、栾家寨村、王福庄村、夏家庄村、新李村、无名店村、云山洼村、三甲村、酒馆村、欧戈庄村、六甲村、小马场村、大马场村、东庞戈庄村、邢家屯村、大战村、南战村、北战村、铁匠庄村、邓家庄村、龙山前村。

## 人口
2010年中国第六次人口普查时，大田镇共有人口32208人。共有家庭10040户，平均每户3.11人。14岁以下的少年儿童共4539人，占总人口14.09%；15-64岁人口共23800人，占总人口73.89%；65岁及以上的老年人共3869人，占总人口的12.01%。男性共计16555人，占总人口51.40%；女性共计15653，占总人口48.59%。本地居住的人口中，拥有本地户籍的人口为31725人，占98.50%。
1. ↑  中国国务院人口普查办公室、中国国家统计局人口就业统计司等. . 统计年鉴分享平台: 表15 山东省乡、镇、街道人口. 2010  [2018-07-19]. （原始内容 (收费)存档于2018-07-19）.